# Sportschützen Fahrdorf
Die Sportschützen Fahrdorf und Umgebung e. V. (SpSch Fahrdorf) sind ein 1962 gegründeter Schützenverein mit Sitz in Fahrdorf. Der Verein ist Mitglied des Deutschen Schützenbundes (DSB), des Norddeutschen Schützenbundes von 1860 und des Rehabilitations- und Behinderten-Sportverbandes Schleswig-Holstein. Er hat etwa 180 Mitglieder.
In der olympischen Sportart Luftpistolenschießen sind die Sportschützen Fahrdorf seit 2002 mit ihrer Ersten Mannschaft in der 1997 gegründeten Bundesliga vertreten und erreichten dabei bislang dreimal das Finale. Trainer der Mannschaft ist der Vereinsvorsitzende Karl-Heinz Wolff. Insgesamt drei Schützen wurden bislang in den Nationalkader des DSB berufen.
Der Verein verfügt am Vereinsheim am Lundbarg in Fahrdorf über mehrere Schießanlagen von zehn, 25 und 50 Metern Länge, sowie Schießbahnen für das Bogenschießen. Die Bundesligawettkämpfe werden der größeren Räumlichkeiten wegen in der Sporthalle von Böklund ausgetragen.